# Guillermo Newberry
Guillermo Newberry, född 9 maj 1898, var en argentinsk friidrottare. Han deltog vid olympiska sommarspelen 1924.